# Вълча кръв
Вълча кръв (на английски: Wolfblood) е младежки британски сериал, който се излъчва и в България.
Разказва се за двама юноши, Мадалин Смит и Ридиян Морис, които крият опасна тайна от приятелите си Шанън и Том. Те могат да се превръщат в Улф Блъди (Вълча кръв), т.е. вълци. Лошото е, че Шанън е обсебена от чудовището от Стоунбридж.

## Сезон 1
Шанън и Том са приятелите на Мади. Те тримата започват учебния си ден нормално, докато не идва някакво странно момче – Ридиян Морис. Отначало нито Мади знае, че Ридиян е улфблъд, нито той знае това за нея. Но по-късно двамата разбират и се налага да пазят тайната от Том и Шанън, но с провал (Епизод 13). В епизодите се появява и биологичната майка на Ридиян-Кери. Тя мисли хората за зверове и е настроена против тях. Накрая родителите на Мади я прогонват заедно с Ридиян.

## Сезон 2
Ридиян тръгва с майка си и по-малкия си брат Брин. Шанън слага камери в леговището на семейство Смит, за да ги гледа как се превръщат. Том се опитва да я накара да махне камерите, но без успех. В първи епизод от 2-ри сезон Ридиян се завръща, но преследван от три диви улфблъда. По-късно се появява нов улфблъд – Яна. Тя трудно свиква с човешкия свят, но полага много усилия, които се отплащат. В трети епизод от сезона се появява доктор Уайтууд – учен, който е обсебен на тема „върколаци“. В края на сезона семейство Смит имат големи проблеми с нея.

## Сезон 3
Трети сезон започва без Мади. Нейното завръщане е под въпрос. Това много разстройва Ридиан и той става малко избухлив. Скарва се с Шанън в епизод 7, но после се сдобряват. Доктор Уайтууд междувременно става приятелка на улфблъдите и предлага работа на Шанън в Сиголия.

## „Улф Блъд“ в България
В България са излъчени първи и втори сезон по Disney Channel. Първи епизод е излъчен предпремиерно на 21 септември 2013 г. след премиерата на Плажен тийн филм, а първи сезон започва официално на 27 октомври 2013 г. Първи сезон приключва на 9 февруари 2014 г. Ролите се озвучават от Лидия Михова, Ева Данаилова, Мариета Петрова, Василка Сугарева (от 4-ти епизод), Десислава Чардаклиева (кредитирана от втори сезон), Константин Каракостов, Росен Русев, Кристиян Димитров и Христо Бонин. Втори сезон започва на 26 септември 2014 г. и приключва на 15 януари 2015 г. В този сезон Лидия Михова и Кристиян Димитров не участват, а към състава се присъединяват Светлана Смолева, Асен Кукушев и Мина Костова, която не е кредитирана. Дублажът е синхронен на Александра аудио.